# Hollywood Anti-Nazi League
La Hollywood Anti-Nazi League (« Ligue anti-nazie de Hollywood »), connue plus tard sous le nom d'American Peace Mobilization (en), est fondée à Los Angeles en 1936 par Otto Katz et d'autres personnes dans le but d'organiser des membres de l'industrie cinématographique américaine pour lutter contre le fascisme et le nazisme.
Bien qu'il s’agisse d'une organisation communiste, elle suscite un large soutien à Hollywood de la part des membres et des non-membres du Parti communiste des États-Unis d'Amérique. Comme beaucoup de ces groupes communistes, il cesse son activité antinazie dès la signature du pacte germano-soviétique en août 1939. Elle change de nom pour devenir la Hollywood League for Democratic Action puis la American Peace Mobilization (en).